# 威海市
威海市（いかいし）は、中華人民共和国山東省最東部に位置する地級市。かつては威海衛（いかいえい）といった。近代にはイギリス統治下に入り、威海衛租借地となった。

## 地理
山東半島の東部一帯を占め、北東南は黄海に面し、北方は遼東半島と相対し、東方は朝鮮半島に近い。北岸の市区部の湾内には劉公島が浮かぶ。山東半島最東端の成山角（岬）は古来から朝鮮半島との交通の要衝であった。

## 歴史
唐代以来、登州東部の文登県、栄成県の領域であった。明代の1398年倭寇防衛のため、山東半島に成山衛、靖海衛とともに威海衛が設置されたのが始まりである。清末には李鴻章率いる北洋海軍基地となり、1890年劉公島に北洋水師学堂が設置された。日清戦争末期、丁汝昌率いる清国北洋艦隊は威海衛湾内に閉じこもったが、海陸から日本軍の攻撃（威海衛の戦い）を受けて壊滅した。下関条約締結後、日本が一時保障占領した。
1898年にイギリスが清国から租借し、イギリス海軍の管轄下に置かれ「ポート・エドワード」と呼ばれた。1900年には行政長官署が設置されてイギリス植民地省の管轄下に入った。清朝最後の皇帝となった愛新覚羅溥儀の家庭教師をつとめたイギリスの中国学者であるレジナルド・ジョンストンが1926年から行政長官をつとめた。
ワシントン会議でイギリスは威海衛の返還を声明していた。1928年、蔣介石の国民政府が北伐を完了させた後、1930年10月1日に返還式が行われた。日中戦争では再び日本軍が占領している。
1945年に中華民国政府の下で威海衛市が成立し、中華人民共和国成立後の1950年、威海市（県級市）と改名、1987年現在の地級市に昇格した。中韓国交樹立（1992年）以前の1990年には大韓民国仁川直轄市との直通フェリー「金橋」号が就航し、韓国との関係を深めた。仁川港まで14時間の航海である。また、威海大水泊空港から韓国への航空便が運航されている。

## 経済
改革開放以来、外国投資を集め、中韓国交樹立後は韓国からの直接投資が集中した。このため2003年の輸出額は25.3億ドルに達し、外国からの投資額の50%以上を韓国資本が占める。在住韓国人も多い。
威海港は青島に司令部を置く中国人民解放軍海軍・北海艦隊の重要な基地でもある。渤海湾南部で開発が進む海底油田地帯にも近い。東部の栄成市は中国最大の漁獲量を誇る。
乳山市の漁港では近海漁業が盛んでサワラ、タチウオ、キグチ、エビ、シャコ、カニ、サザエなどが水揚げされる。

## 教育
- ハルビン工業大学（威海）
- 山東大学

## 行政区画
威海市は2市轄区・2県級市を管轄する。
- 市轄区：
  - 環翠区・文登区
- 県級市：
  - 栄成市・乳山市

| 威海市の地図                |
| --------------------------- |
| 環翠区 文登区 栄成市 乳山市 |

### 年表
この節の出典

#### 膠東行政区東海専区
- 1949年10月1日 - 中華人民共和国山東省膠東行政区東海専区が成立。威海市・石島市・文登県・海陽県・栄成県・崑崙県・牟平県・乳山県・牙前県が発足。(2市7県)
- 1950年1月3日 - 牙前県が海陽県・牟平県・乳山県、膠東行政区北海専区棲東県に分割編入。(2市6県)
- 1950年5月9日 - 威海市・石島市・文登県・海陽県・栄成県・崑崙県・牟平県・乳山県が文登専区に編入。

#### 文登専区
- 1950年5月9日 - 膠東行政区煙台市、膠東行政区北海専区福山県、膠東行政区東海専区威海市・石島市・文登県・海陽県・栄成県・崑崙県・牟平県・乳山県を編入。文登専区が成立。(1市8県)
  - 石島市および威海市の一部が栄成県に編入。
  - 威海市が県制施行し、威海県となる。
- 1950年9月 - 煙台市が地級市の煙台市に昇格。(8県)
- 1951年3月28日 - 威海県が市制施行し、威海市となる。(1市7県)
- 1954年4月3日 - 栄成県・文登県の各一部が合併し、石島県が発足。(1市8県)
- 1954年12月31日 (1市8県)
  - 文登県の一部が栄成県に編入。
  - 萊陽専区棲霞県の一部が福山県・牟平県に分割編入。
  - 福山県の一部が煙台市四区に編入。
- 1956年2月24日 - 威海市・福山県・石島県・文登県・海陽県・栄成県・崑崙県・牟平県・乳山県が萊陽専区に編入。

#### 威海市
- 1987年6月15日 - 煙台市威海市が地級市の威海市に昇格。環翠区を設置。(1区3県)
  - 煙台市栄成県・文登県・乳山県を編入。
- 1988年10月24日 - 文登県が市制施行し、文登市となる。(1区1市2県)
- 1988年11月1日 - 栄成県が市制施行し、栄成市となる。(1区2市1県)
- 1993年7月17日 - 乳山県が市制施行し、乳山市となる。(1区3市)
- 1994年6月23日 - 文登市・栄成市の各一部が環翠区に編入。(1区3市)
- 2014年1月25日 (2区2市)
  - 文登市の一部が分立し、文登区が発足。
  - 文登市の残部が環翠区に編入。

## 交通

### 主要道路
- 228国道
- 309国道
- G18荣烏高速
- G18-13威青高速

### 鉄道
- 威海駅（中国語版） - 桃威線（中国語版）、青栄都市間鉄道が発着する。当駅から省都の済南へは高速列車で2時間半から4時間[4]、青島へは2時間である。[5]

### 海路
- 威海港

### 空路
- 威海大水泊空港

## 友好都市
| 都市           | 国               | 締結した年 |
| -------------- | ---------------- | ---------- |
| チェルトナム   | イギリス         | 1987年     |
| 宇部市         | 日本             | 1992年     |
| サンタバーバラ | アメリカ合衆国   | 1994年     |
| 麗水市         | 韓国             | 1995年     |
| ソチ           | ロシア           | 1996年     |
| ビエッラ       | イタリア         | 1996年     |
| ティマル       | ニュージーランド | 1998年     |
| ブラザヴィル   | コンゴ共和国     | 2004年     |